# Berta Zerón
Berta Zerón de García (n. Pachuca, 23 de junio de 1924 - f. diciembre de 2000) fue una aviadora mexicana. 

## Primeros años
Berta Zerón nació el 23 de junio de 1924 en Pachuca, Hidalgo. A la edad de 11 años, viajó con su padre a Honolulu, Hawái, aprendiendo el idioma inglés y continuando con su educación primaria y secundaria, dos años después, a su regreso a México, descubrió el aeroplano de Amelia Earhart.

## Estudios
Llegó a titularse como secretaria, trabajó desde 1939 en la Oficina de Cambio de Moneda del Aeropuerto de la Ciudad de México. El 23 de octubre de 1964 ingresó a la Escuela Nacional de Aviación, y a los 25 días, el 17 de noviembre voló sola por primera vez obteniendo por el un diploma, y el 7 de marzo de 1965 la licencia de Piloto Privado.

## Aviación Mexicana
Ingresó al medio, siendo secretaria en el Servicio Aéreo Panini. Consiguió la licencia de piloto aviador comercial, fue instructora y practicó el paracaidismo. En 1969 participó sola en la Powder Puff Derby, volando de San Diego a Washington. 
Para 1971, en compañía de Noemí Mondragón participó en el Angel Derby. Recibió instrucción en equipo Jet y fue la primera piloto mexicana en obtener la licencia de Transporte Público Ilimitado (TPI). Siendo también la primera mujer en tripular aviones turborreactores en México.
Voló un Sabreliner 40 en Comander Mexicana, siendo también la primera mujer en tripular equipo jet en México.
El 23 de abril de 1972 obtuvo el primer lugar en la carrera "Jorge Vilarrea", entre 35 aviones, tres de ellos tripulados por mujeres.
En 1996 se retiró con más de 10,000 horas de vuelo, recibiendo dos condecoraciones Emilio Carranza, una por 10,000 horas de vuelo y la segunda por méritos especiales.
Falleció en diciembre de 2000.